# Подгоряне
Подгоряне (также подгоране, подгорцы, прекокамцы, реже торбеши; самоназвание: нашинские, реже подгоране) — южнославянская мусульманская этнорелигиозная группа, населяющая исторический регион Подгора (в юго-западной части территории Косова и Метохии). Одна из четырёх групп исламизированных славян Южной Метохии наряду с рафчанами, горанцами и средчанами.
Численность подгорян оценивается приблизительно в 3 000 человек.
Как субэтническую группу подгорян характеризуют следующие признаки: определённый компактный ареал, особые культурно-бытовые черты, осознание этнической обособленности и осознание отличия от других этнических групп, наличие единого самоназвания.
Важнейшие особенности подгорян (вместе с близкими им группами горанцев и средчан) — это славянская лингвистическая принадлежность и отношение к мусульманской конфессии. По языку они отличаются от живущих рядом с ними мусульман косовских албанцев, а по религии — от славяноязычных сербов-христиан.
В отличие от горанцев и средчан подгоране, живущие в окружении албанцев, наименее устойчивы к албанизации и быстрее теряют свою самобытность.

## Ареал и численность
Подгоряне представляют коренное славянско-мусульманское население Косова и Метохии, так же, как и горанцы и средчане. В отличие от них остальные славянско-мусульманские группы края являются потомками населения, мигрировавшего в основном после Второй мировой войны в северные и центральные регионы Косова из Черногории и частично из сербской области Санджак. Основной ареал подгорян — область Подгора (сербы называют эту область Подгор), которая расположена рядом с городом Призрен на окраине Призренско-Метохийской котловины.
Изначально подгоряне жили в трёх сёлах к северо-востоку от Призрена: в Скоробиште, Грнчаре и Ново-Село. С 1980-х годов часть подгорян переехала в село Любижда. После выселения сербов-христиан в 1999 году подгоряне стали составлять почти треть населения Любижды. Часть подгорян живёт в Призрене, часть выехала в Сербию, часть переселилась в западноевропейские страны. В отличие от горанцев и средчан отток славяно-мусульманского населения из Подгоры в разные периоды был незначительным.

## История формирования

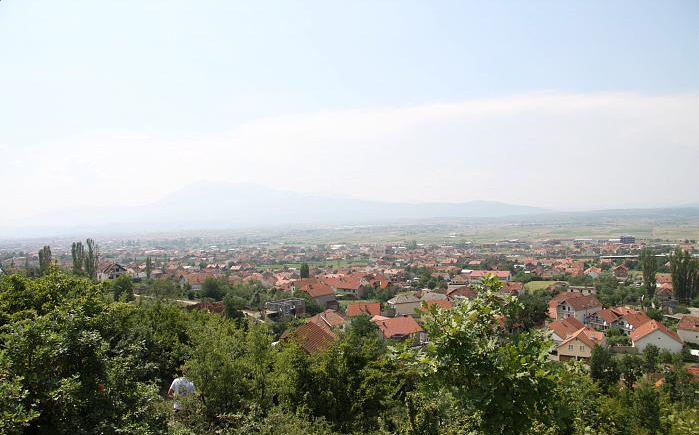
Село Любижда — одно из четырёх сёл Подгоры

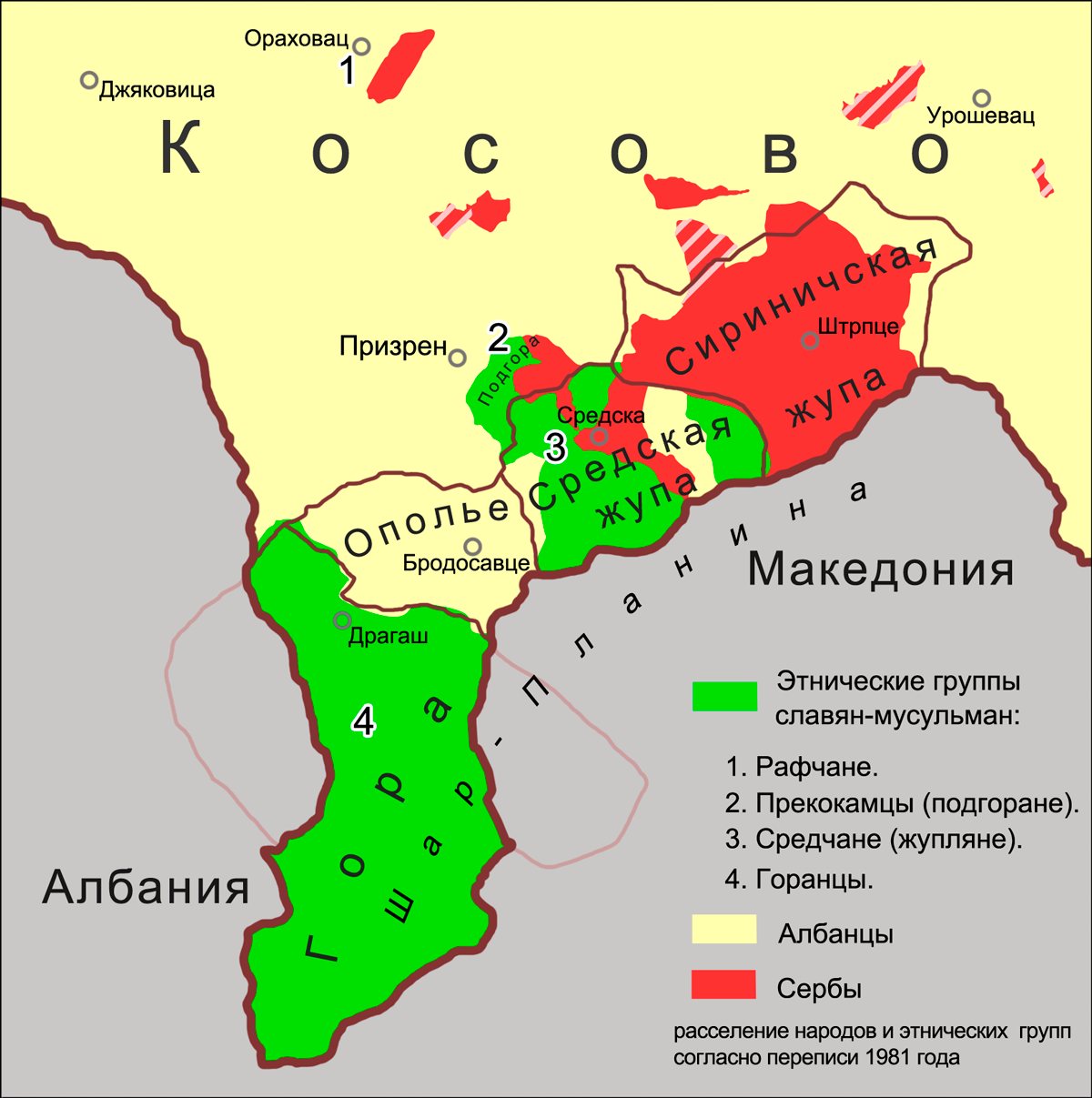
Область расселения подгорян на карте юго-запада Косова и Метохии

В формировании подгорянского субэтноса участвовали три компонента — потомки местного сербского христианского населения и две волны переселенцев — одна из Горы, другая — из Средски.
Исламизация местного населения в Косове началась с момента включения этого края в состав Османского государства в середине XV века. Население Подгоры было исламизировано полностью. Процесс исламизации был длительным, имеются сведения, что в Подгоре группы христиан сохранялись до середины XVIII века.

## Этническое самосознание
Так же, как и в случае с группами горанцев и средчан, единое мнение об этническом статусе подгорян отсутствует. Как сами представители подгорян, так и исследователи южнославянских мусульманских групп юго-запада Косово и Метохии высказывают самые различные точки зрения по этому вопросу. С одной стороны, подгорян называют субэтнической группой, обладающей ярко выраженной самобытностью, входящей в состав определённого национального корпуса с большей численностью (в состав сербов, босняков, македонцев, болгар), с другой стороны их могут причислять к особому этническому образованию, нередко вместе с горанцами и средчанами.
Особые характеристики подгорян — принадлежность к исламу и сохранение славянских говоров — обособляют их от основных этносов Косова и Метохии, в соседстве с которыми они живут — от мусульман косовских албанцев и от сербов-христиан. В связи с чем стремление идентифицировать себя с крупной этнической общностью выражается в принятии подгорянами не албанской или сербской, а боснийской идентичности. С боснийцами подгорян сближает и языковая и религиозная принадлежность. Подобные тенденции характерны и для горанцев и средчан. После официального признания в Социалистической Федеративной Республики Югославия в 1963 году муслиман как отдельной этнической группы, большинство славян-мусульман юго-запада Косова и Метохии стали относить себя к этому народу. В 1990-х годах произошла смена самоназвания муслиман, они стали называть себя босняками, вслед за славянами-мусульманами Боснии новый этноним стали принимать и в Косово. Это отразилось, например, в результатах переписи 2012 года в Республике Косово, согласно которым большая часть подгорян отнесла себя к боснякам. Вместе с тем славяне-мусульмане Косова подчёркивают свои отличия от остальных босняков, указывая на то, что принадлежат к особой «косовской босняцкой общности» со своим языком и культурой.

## Язык
Одной из ярких характеристик подгорян как субэтноса является их говор, заметно отличающийся от говоров других южнославянских групп Шар-Планины, как христиан, так и мусульман. Основные особенности подгоранского говора связаны с его происхождением от смешения генетически разных диалектных типов — западномакедонского (появившегося после переселения носителей горанских говоров) и призренско-южноморавского (метохийский сербский этноязыковой субстрат). Между говором славян-мусульман Подгоры и говором подгорских сербов-христиан существует чёткое разграничение, связанное как с особенностями формирования подгорян-мусульман, так и с отсутствием каких-либо контактов между славянами разных конфессий в этом регионе. Свой говор местное население называет «нашенский», название «подгоранский» встречается редко. Обучение в школах ведётся преимущественно на албанском языке, только в селе Любижда 50 учеников в 2012 году посещали классы с боснийским языком обучения. Устные, прежде всего фольклорные, произведения подгорян в отличие от фольклора горанцев и средчан, никогда не публиковались.

## Фольклор
В Подгоре создан фольклорный ансамбль «Подгорские жемчужины».